# Basketbal na Letních olympijských hrách 1976

## Turnaj mužů
| Zlato   | Spojené státy americké (USA) |
| Stříbro | Jugoslávie (YUG)             |
| Bronz   | Sovětský svaz (URS)          |

Turnaj se odehrál v rámci XXI. olympijských her ve dnech 18. – 27. července 1976 v Montrealu.
Turnaje se zúčastnilo 12 mužstev, rozdělených do dvou šestičlenných skupin. První dva týmy postoupily do semifinále. Mužstva, která skončila v základních skupinách na třetím a čtvrtém místě hrála o 5. – 8. místo. Mužstva, která skončila v základních skupinách na pátém a šestém místě hrála o 9. – 12. místo. Olympijským vítězem se stalo mužstvo USA.

### Skupina A
|    |           | URS    | CAN    | CUB    | AUS     | MEX     | JPN    | V | P | Skóre   | B  |
| 1. | SSSR      | ***    | 108:85 | 98:72  | 93:77   | 120:77  | 129:63 | 5 | 0 | 548:374 | 10 |
| 2. | Kanada    | 85:108 | ***    | 84:79  | 81:69   | 92:84   | 104:76 | 4 | 1 | 446:416 | 9  |
| 3. | Kuba      | 72:98  | 79:84  | ***    | 111:89  | 89:75   | 97:56  | 3 | 2 | 448:402 | 6  |
| 4. | Austrálie | 77:93  | 69:81  | 89:111 | ***     | 120:117 | 117:79 | 2 | 3 | 472:481 | 7  |
| 5. | Mexiko    | 77:120 | 84:92  | 75:89  | 117:120 | ***     | 108:90 | 1 | 4 | 461:511 | 6  |
| 6. | Japonsko  | 63:129 | 76:104 | 56:97  | 79:117  | 90:108  | ***    | 0 | 5 | 364:555 | 5  |

 SSSR –  Mexiko 120:77 (61:40)
18. července 1976 – Montreal
 Kanada –  Japonsko 104:76 (52:38)
18. července 1976 – Montreal
 Kuba –  Austrálie 111:89 (56:40)
18. července 1976 – Montreal
 SSSR –  Austrálie 93:77 (58:39)
19. července 1976 – Montreal
 Kanada –  Kuba 84:79 (44:37)
19. července 1976 – Montreal
 Mexiko –  Japonsko 108:90 (57:41)
19. července 1976 – Montreal
 SSSR –  Kanada 108:85 (51:31)
21. července 1976 – Montreal
 Kuba –  Japonsko 97:56 (44:20)
21. července 1976 – Montreal
 Austrálie –  Mexiko 120:117 (57:58)
21. července 1976 – Montreal
 SSSR –  Japonsko 123:69 (61:37)
23. července 1976 – Montreal
 Kanada –  Austrálie 81:69 (40:42)
23. července 1976 – Montreal
 Kuba –  Mexiko 89:75 (47:39)
23. července 1976 – Montreal
 SSSR –  Kuba 98:72 (52:33)
24. července 1976 – Montreal
 Kanada –  Mexiko 92:84 (45:43)
24. července 1976 – Montreal
 Austrálie –  Japonsko 117:79 (54:51)
24. července 1976 – Montreal

### Skupina B
|    |            | USA    | YUG    | ITA    | TCH    | PUR   | EGY    | V | P | Skóre   | B  |
| 1. | USA        | ***    | 112:93 | 106:86 | 81:76  | 95:94 | 2:0    | 5 | 0 | 394:349 | 10 |
| 2. | Jugoslávie | 93:112 | ***    | 88:87  | 99:81  | 84:63 | 2:0    | 4 | 1 | 364:343 | 9  |
| 3. | Itálie     | 86:106 | 87:88  | ***    | 79:69  | 95:81 | 2:0    | 3 | 2 | 349:344 | 8  |
| 4. | ČSSR       | 76:81  | 81:99  | 69:79  | ***    | 89:83 | 103:64 | 2 | 3 | 418:406 | 7  |
| 5. | Portoriko  | 94:95  | 63:84  | 81:95  | 83:89  | ***   | 2:0    | 1 | 4 | 321:363 | 6  |
| 6. | Egypt      | 0:2    | 0:2    | 0:2    | 64:103 | 0:2   | ***    | 0 | 5 | 64:103  | 5  |

 USA –  Itálie 106:86 (50:39)
18. července 1976 – Montreal
 Jugoslávie –  Portoriko 84:63 (38:29)
18. července 1976 – Montreal
 Československo –  Egypt 103:64 (55:32)
18. července 1976 – Montreal
 USA –  Portoriko 95:94 (51:51)
20. července 1976 – Montreal
 Jugoslávie –  Československo 99:81 (51:43)
20. července 1976 – Montreal
 USA –  Jugoslávie 112:93 (51:55)
21. července 1976 – Montreal
 Itálie –  Československo 79:69 (40:34)
21. července 1976 – Montreal
 Jugoslávie –  Itálie 88:87 (41:57)
22. července 1976 – Montreal
 Československo –  Portoriko 89:83 (50:42)
22. července 1976 – Montreal
 USA –  Československo 81:76 (46:36)
24. července 1976 – Montreal
 Itálie –  Portoriko 95:81 (55:35)
24. července 1976 – Montreal

### Semifinále
Jugoslávie –  SSSR 89:84 (42:42)
26. července 1976 – Montreal
 USA –  Kanada 96:77 (48:35)
26. července 1976 – Montreal

### Finále
USA –  Jugoslávie 95:74 (50:38)
28. července 1976 – Montreal

### O 3. místo
SSSR –  Kanada 100:72 (49:38)
28. července 1976 – Montreal

### O 5. – 8. místo
Itálie –  Austrálie 79:72 (37:43)
25. července 1976 – Montreal
 Československo –  Kuba 91:79 (45:38)
25. července 1976 – Montreal

### O 5. místo
Itálie –  Československo 98:75 (46:46)
27. července 1976 – Montreal

### O 7. místo
Kuba –  Austrálie 92:81 (42:38)
27. července 1976 – Montreal

### O 9. – 11. místo
Portoriko –  Japonsko 111:91 (59:44)
25. července 1976 – Montreal

### O 9. místo
Portoriko –  Mexiko 89:84 (39:32)
27. července 1976 – Montreal

### Soupisky
1.  USA
| - Tate Armstrong - Quinn Buckner - Kenny Carr - Adrian Dantley | - Walter Davis - Phil Ford - Ernie Grunfeld - Phil Hubbard | - Mitch Kupchak - Tommy Lagarde - Scott May - Steve Sheppard |

2.  Jugoslávie
| - Blagoja Georgievski - Dragan Kićanović - Vinko Jelovac - Rajko Žižič | - Zeljko Jerkov - Andro Knego - Zoran Slavnič - Kresimir Čosič | - Damir Solman - Žarko Varajič - Dražen Dalipagić - Mirza Delibašič |

3.  SSSR 
| - Vladimir Arzamaskov - Alexandr Salnikov - Valerij Miloserdov - Alžan Žarmuchamedov | - Andrej Makejev - Ivan Jedeško - Sergej Bělov - Vladimir Tkačenko | - Anatolij Myškin - Micheil Korkia - Alexandr Bělov - Vladimir Žigilij |

6.  Československo
| - Vladimír Ptáček - Vojtěch Petr - Jiří Konopásek - Justin Sedlák | - Stanislav Kropilák - Jaroslav Kantůrek - Zdeněk Kos - Jiří Pospíšil | - Vladimír Padrta - Kamil Brabenec - Zdeněk Douša - Gustáv Hraška |

### Konečné pořadí (muži)
| XXI. | Olympijské hry | Z | V | P | Skóre    | B   |
| ---- | -------------- | - | - | - | -------- | --- |
| 1.   | USA            | 6 | 6 | 0 | 585: 500 | 12  |
| 2.   | Jugoslávie     | 6 | 4 | 2 | 527: 522 | 10  |
| 3.   | SSSR           | 7 | 6 | 1 | 726: 541 | 13  |
| 4.   | Kanada         | 7 | 4 | 3 | 595: 612 | 11  |
| 5.   | Itálie         | 6 | 4 | 2 | 524:491  | 10  |
| 6.   | ČSSR           | 7 | 3 | 4 | 584:583  | 10  |
| 7.   | Kuba           | 7 | 4 | 3 | 619:574  | 111 |
| 8.   | Austrálie      | 7 | 2 | 5 | 625: 652 | 9   |
| 9.   | Portoriko      | 6 | 2 | 4 | 521: 538 | 8   |
| 10.  | Mexiko         | 6 | 1 | 5 | 545: 600 | 7   |
| 11.  | Japonsko       | 6 | 0 | 6 | 461: 660 | 6   |
| 12.  | Egypt          | 1 | 0 | 1 | 64: 103  | 1   |

## Turnaj žen
| Zlato   | Sovětský svaz (URS)          |
| Stříbro | Spojené státy americké (USA) |
| Bronz   | Bulharsko (BUL)              |

Turnaj se odehrál v rámci XXI. olympijských her ve dnech 18. – 27. července 1976 v Montrealu.
Turnaje se zúčastnilo 6 družstev. Turnaj se odehrál v jedné skupině systémem každý s každým. Olympijským vítězem se stalo družstvo Sovětského svazu.
|    |           | URS    | USA   | BUL   | TCH   | JPN    | CAN    | V | P | Skóre   | B  |
| 1. | SSSR      | 112:77 | ***   | 91:68 | 88:75 | 98:75  | 115:51 | 5 | 0 | 504:346 | 10 |
| 2. | USA       | 77:112 | ***   | 95:79 | 83:67 | 71:84  | 89:75  | 3 | 2 | 415:417 | 8  |
| 3. | Bulharsko | 68:91  | 79:95 | ***   | 67:66 | 66:63  | 85:62  | 3 | 2 | 19:10   | 6  |
| 4. | ČSSR      | 75:88  | 67:83 | 66:67 | ***   | 76:62  | 67:59  | 2 | 3 | 351:359 | 7  |
| 5. | Japonsko  | 75:98  | 84:71 | 63:66 | 62:76 | ***    | 121:89 | 2 | 3 | 405:400 | 7  |
| 6. | Kanada    | 51:115 | 75:89 | 62:85 | 59:67 | 89:121 | ***    | 0 | 5 | 336:477 | 5  |

 Bulharsko –  Československo 67:66 (33:36)
19. července 1976 – Montreal
 Japonsko –  USA 84:71 (49:42)
19. července 1976 – Montreal
 SSSR –  Kanada 115:51 (55:30)
19. července 1976 – Montreal
 SSSR –  Československo 88:75 (43:31)
20. července 1976 – Montreal
 USA –  Bulharsko 95:79 (50:44)
20. července 1976 – Montreal
 Japonsko –  Kanada 121:89 (56:41)
20. července 1976 – Montreal
 SSSR –  Bulharsko 91:68 (53:36)
22. července 1976 – Montreal
 Československo –  Japonsko 76:62 (32:26)
22. července 1976 – Montreal
 USA –  Kanada 89:75 (38:40)
22. července 1976 – Montreal
 SSSR –  USA 112:77 (54:34)
23. července 1976 – Montreal
 Bulharsko –  Japonsko 66:63 (33:37)
23. července 1976 – Montreal
 Československo –  Kanada 67:59 (37:33)
23. července 1976 – Montreal
 Bulharsko –  Kanada 85:62 (37:31)
25. července 1976 – Montreal
 SSSR –  Japonsko 98:75 (46:41)
26. července 1976 – Montreal
 USA –  Československo 83:67 (37:37)
26. července 1976 – Montreal

## Soupisky
1.  SSSR 
| - Angelė Rupšienė - Taťjana Zacharovová - Raisa Kurvjakovová - Olga Baryševová | - Taťjana Ovečkinová - Naděžda Šuvajevová - Uljana Semjonovová - Naděžda Zacharovová | - Nelli Ferjabnikovová - Olga Sucharnovová - Tamara Dauneneová - Natalja Klimovová |

2.  USA
| - Cindy Brogdon - Susan Rojcewicz - Ann Meyers - Lucia Harris | - Nancy Dunkle - Charlotte Lewis - Nancy Lieberman - Gail Marquis | - Patricia Roberts - Mary Anne O’Connor - Patricia Head - Julienne Simpson |

3.  Bulharsko
| - Nadka Golčevová - Penka Metodijevová - Petkana Makavejevová - Snezhana Michajlovová | - Krassimira Gužurovová - Krassimira Bogdanovová - Todorka Jordanovová - Diana Dilovová | - Margarita Štarkelovová - Maria Stojanovová - Girgi Skerlatovová - Penka Stojanovová |

4.  Československo
| - Ludmila Králiková - Dana Ptáčková - Pavla Davidová - Ľudmila Chmelíková | - Martina Babková - Ivana Kořínková - Yvetta Pollaková - Lenka Nechvátalová | - Vlasta Vrbková - Martina Pechová - Hana Doušová - Božena Miklošovičová |